# Церковь Иоанна Рыльского (Киев)
Храм Иоанна Рыльского — утраченный православный храм в Киеве в Предмостной слободе (ныне это территория Гидропарка). Построен в 1909 году, освящён во имя Иоанна Рыльского. Закрыт в 1935 году и разрушен.

## История
Местные жители долгое время не могли построить свой храм (в конце XIX века в селе была уже тысяча домов). Этому было несколько причин – нехватка средств (жители были очень бедными), неподходящий рельеф местности (не было места, которое бы не затапливалось при ежегодных разливах Днепра). В 1907 году петербургская вдова Варвара Бобрикова обратилась к Черниговскому епископу с желанием построить церковь в память о погибшем на войне муже Иване (левобережный Киев в то время входил в состав Черниговской губернии). Епископ указал на Предмостовую слободку, как самое бедное село, не имеющее своего храма. Вторую проблему решили путём сооружения для храма высокого 5-метрового постамента.
Деньги на строительство Иоанновского храма нашлись – сумму в 20,5 тысяч рублей пожертвовала петербургская вдова Варвара Бобриковова в память о погибшем на войне муже Иване. Когда она обратилась с желанием построить церковь к Черниговскому епископу, а нынешний левобережный Киев в то время входил в состав Черниговской губернии, то было указано на Предмостовую слободку, как самое бедное село, не имеющее своего храма. Вторая проблема также была решена – для храма соорудили высокий 5-метровый постамент.
Церковь была заложена 3 мая 1909 года и уже 4 декабря того же года освящена архимандритом Киево-Печерской лавры Назарием. Строительство обошлось в 20 500 рублей. Крестовокупольный храм был увенчан одним большим куполом на восьмигранном барабане. Украшением церкви был хрустальный иконостас. Рядом с храмом была построили небольшую деревянную колокольню.
Церковь находилась недалеко от берега Днепра в нескольких метрах от современного моста-метро и Броварского проспекта, где сейчас транспортная развязка.
В 1935 году храм был закрыт советскими властями и передан под общежитие. Разрушен во время войны, предположительно в 1943 году.
В 2009 году на месте храма был освящён памятный гранитный крест в память 100-летия освящения первого храма на Гидропарке.